# Bayernbahn
Die BayernBahn GmbH ist ein Verkehrsunternehmen mit Sitz in Nördlingen und deutschlandweit als Eisenbahnverkehrsunternehmen (EVU) sowie innerhalb Bayerns als Eisenbahninfrastrukturunternehmen (EIU) tätig.

## Strecken
Als EIU betreibt die BayernBahn folgende Strecken mit einer Gesamtlänge von 54 Kilometern:
- Bahnstrecke Nördlingen–Gunzenhausen (39 Kilometer)
- Bahnstrecke Landshut–Neuhausen (15 Kilometer)

Die Strecke nach Gunzenhausen wurde 2018 durch die BayernBahn Infra GmbH von DB Netz gekauft, die Landshuter ist langfristig gepachtet.

## Entwicklung und Betrieb

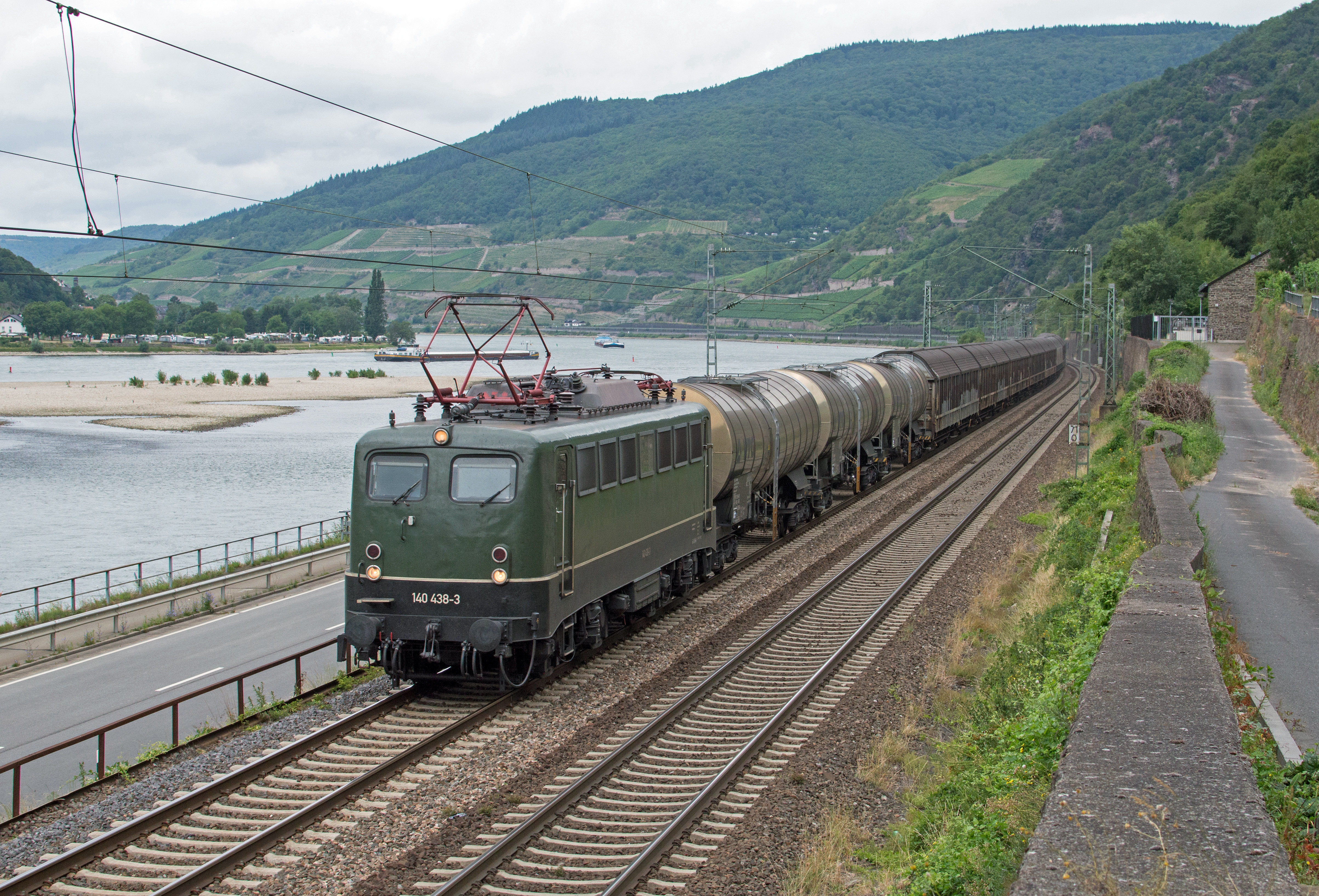
140 438 mit Güterzug bei Assmannshausen

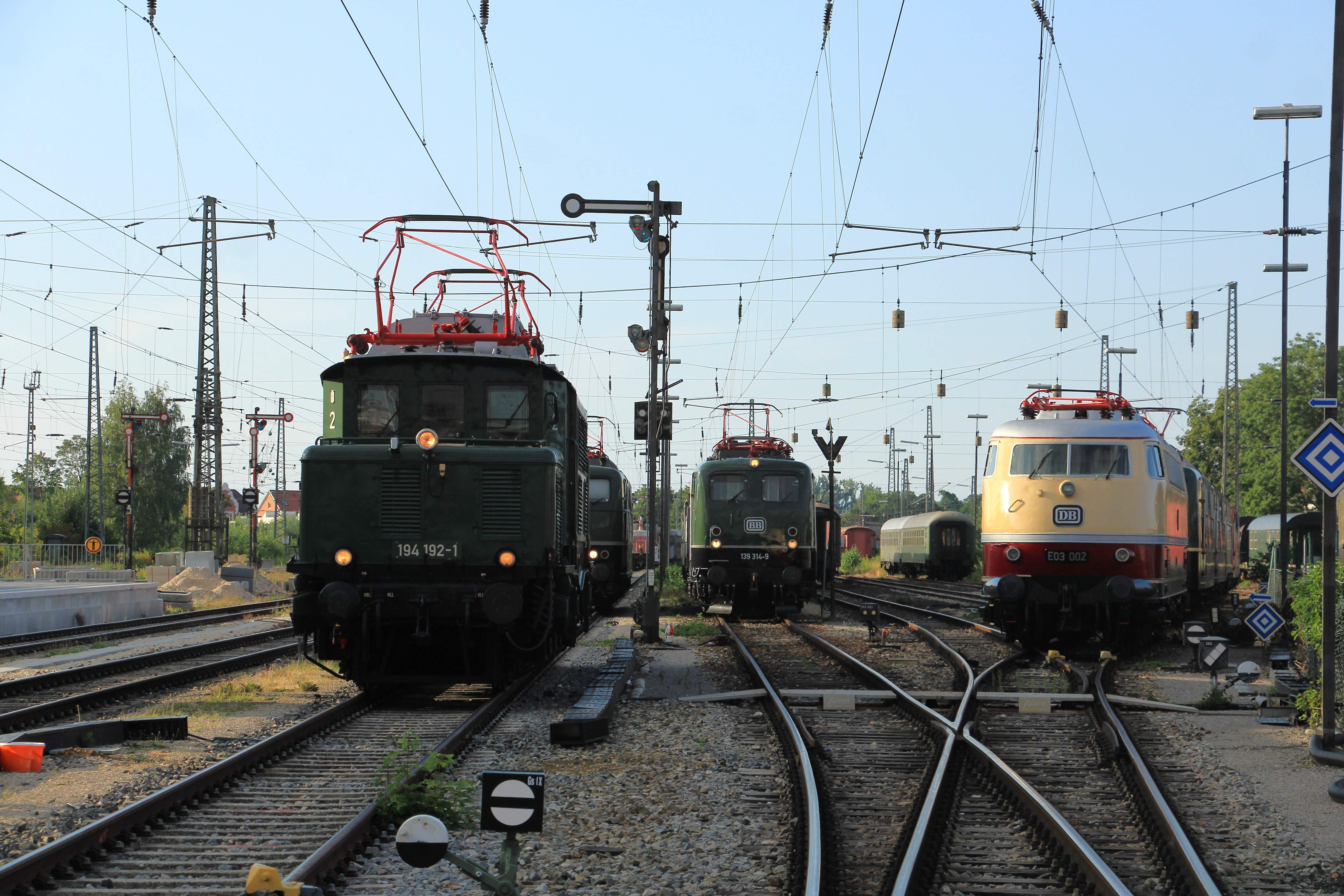
194 192, 139 314 und 103 002 geben sich ein Stelldichein im Bw Nördlingen

Der Verein Bayerisches Eisenbahnmuseum e. V. (BEM) hatte im Jahre 1985, um auf den von Nördlingen ausgehenden Bahnstrecken einen Museumsbahnverkehr durchführen zu können, mit der Deutschen Bundesbahn letztlich mehrere Jahre dauernde Verhandlungen geführt, um einen Weg zu finden, die Strecken um Nördlingen mit Dampfloks befahren zu können. Dies führte im Dezember 1987 zur Gründung einer eigenen GmbH, der Museumsbahnen im Donau-Ries Betriebsgesellschaft mbH (MDR).
In mehreren Etappen übernahm die MDR zunächst stundenweise, später dauerhaft die Betreiberverantwortung für die Eisenbahninfrastruktur der Strecken Nördlingen – Dinkelsbühl – Feuchtwangen – Dombühl und Nördlingen – Gunzenhausen.
Der MDR oblag es, auf den zeitweise angepachteten Strecken historischen Zugverkehr zu ermöglichen. Mit der Liberalisierung des Eisenbahnmarktes zum 1. Januar 1994 entwickelte sich das Unternehmen schnell zu einem der ersten „jungen“ privaten Eisenbahnverkehrs- und Infrastrukturunternehmen in Bayern. Nachdem sich das Aufgabenfeld nicht mehr nur auf den historischen Verkehr im Nördlinger Ries beschränkte, wurde das EVU im Februar 2000 in BayernBahn GmbH umbenannt. Am 23. Mai 2016 wurde die BayernBahn Infra GmbH gegründet, um die Eisenbahninfrastruktur auszugliedern, seit 2007 besteht die BayernWaggon GmbH.
Seit 2011 wird auch die Bahnstrecke Landshut – Neuhausen betrieben.
Zum 31. Dezember 2018 gab die BayernBahn GmbH die Verantwortung für die Strecke nach Dombühl wieder ab.
Die BayernBahn GmbH ist heute ein überregionales Eisenbahnunternehmen,
- das auf den Bahnstrecken Landshut – Neuhausen und Nördlingen – Gunzenhausen im Museumsverkehr tätig ist,
- das im regionalen Güterverkehr auf der Strecke Nördlingen – Gunzenhausen unter anderem mit Dieselloks der Baureihen V 60 und V 100 im Einsatz ist,
- das für einen Großkunden in Wassertrüdingen täglich ein bis zwei Ganzzüge mit Laais-, Hirrs- oder Habilns-Wagen abfertigt,
- das deutschlandweit mit Kesselwagenzügen mit seinen Elektrolokomotiven unterwegs ist,
- das alle Verkehrsleistungen im europäischen Schienennetz mit eigenen oder gemieteten Fahrzeugen bei Sonderfahrten mit Personen-Sonderzügen mit unterschiedlichen modernen Personenwagen anbietet,
- das für die Übernahme von regionalen Güterverkehren, insbesondere im Raum München – Nürnberg – Stuttgart sowie im Güterfernverkehr, aktiv ist. Das Spektrum der BayernBahn GmbH reicht dabei von der Personal- und Rangierdienstleistung, der Stellung geeigneter Transportmittel bis hin zur Übernahme der kompletten Bedienungsleistung auf deutschen Bahnstrecken,
- das Schiebelokomotiven und Bauzugdienste als Auftrag oder Anmietung durchführt,
- das historische Sonderzüge mit unterschiedlichen Zuggarnituren und Lokomotiven umsetzt,
- das Traktionen mit Dampf-, Diesel- und E-Lokomotiven auf Mietbasis offeriert,
- das Fotoveranstaltungen mit unterschiedlichen Zuggarnituren durchführt,
- das Film- und Bildprojekte unterstützt und Material und Personal auch über längere Zeiträume zur Verfügung stellt,
- das für die Logistik der Zuckerrüben-, Stammholzverladung etc. für das Ries und die Umgebung einen eigenen Verladebahnhof in Dürrenzimmern (Fertigstellung 07/2020) mit vier Gleisen zu 250 m betreibt,
- das durch die Werkstattausstattung seines Betriebswerkes in Nördlingen Werkstattleistungen zur Wartung, Reparatur, Instandhaltung oder Aufarbeitung externer Fahrzeuge anbieten kann,
- das durch die im Bahnbetriebswerk vorhandene Infrastruktur auch externe Dampflokomotiven warten und versorgen kann, in Nördlingen steht eine Drehscheibe mit 20 m, in Donauwörth eine mit 23 m zur Verfügung.

## Fahrzeuge

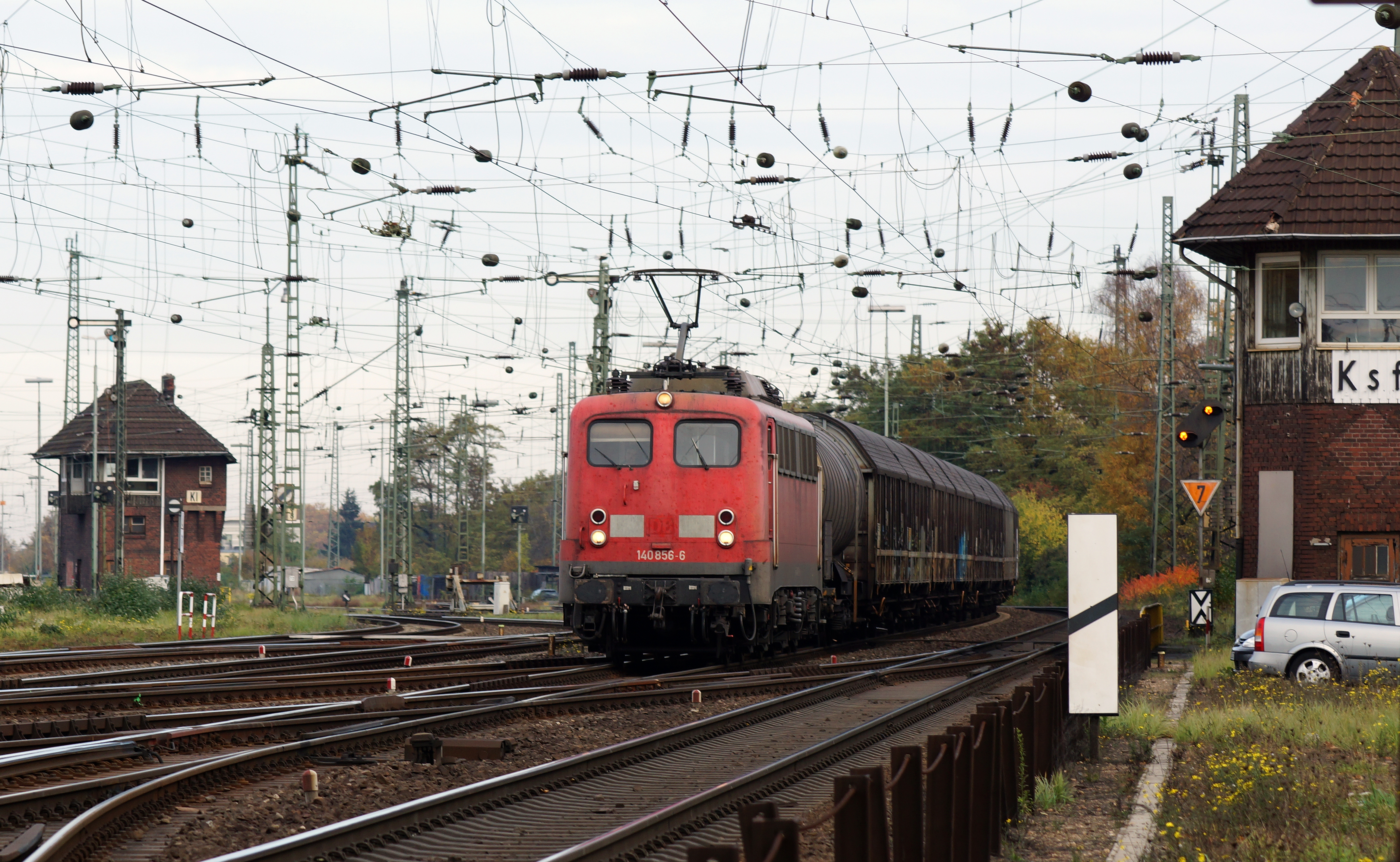
140 856-6, noch in Verkehrsrot, in Köln-Kalk Nord, 4. November 2015

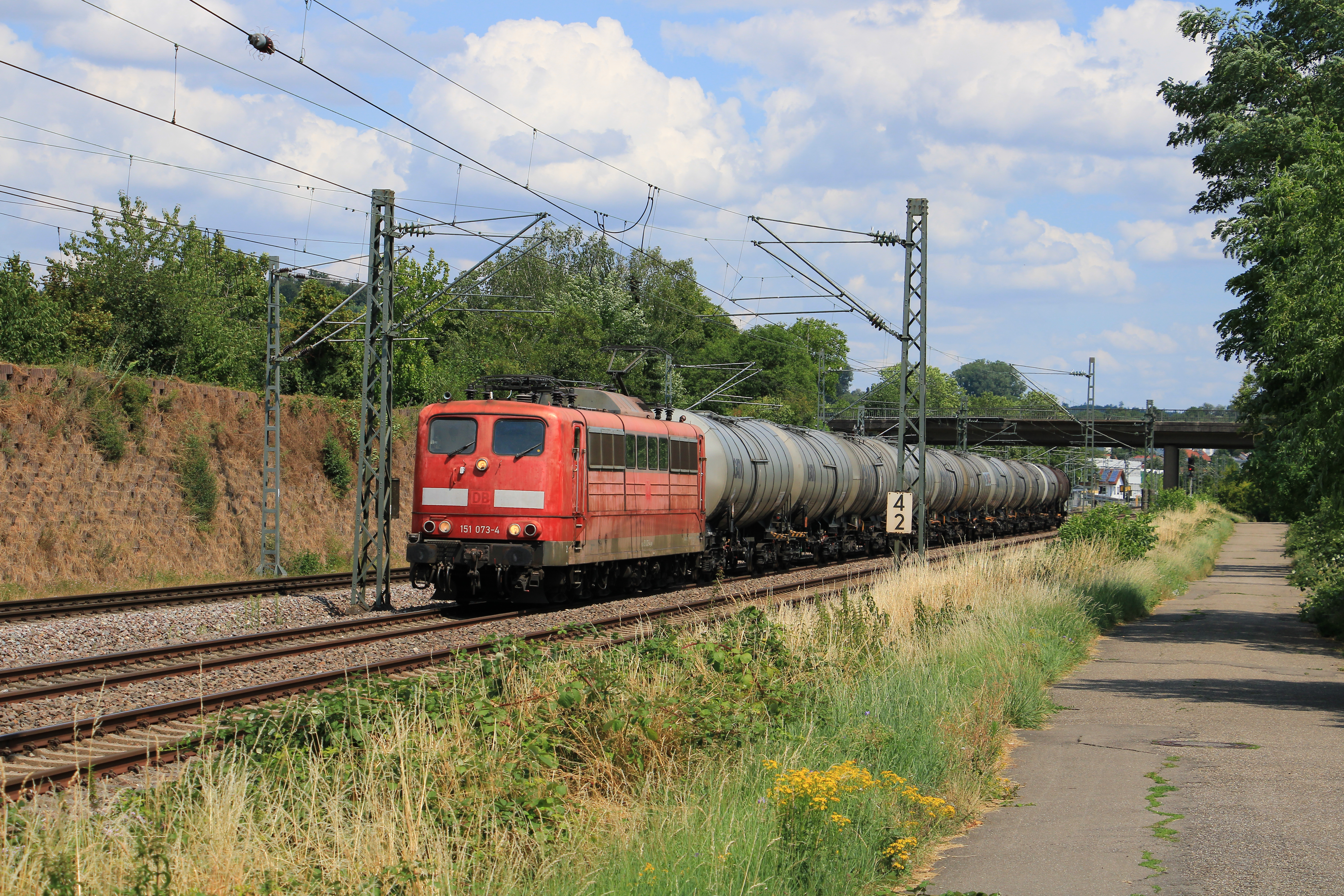
BayernBahn 151 073 mit einem Kesselzug in Grötzingen, bei Karlsruhe.

Das Unternehmen besitzt mehr als 40 Lokomotiven und sieben Dieseltriebwagen.

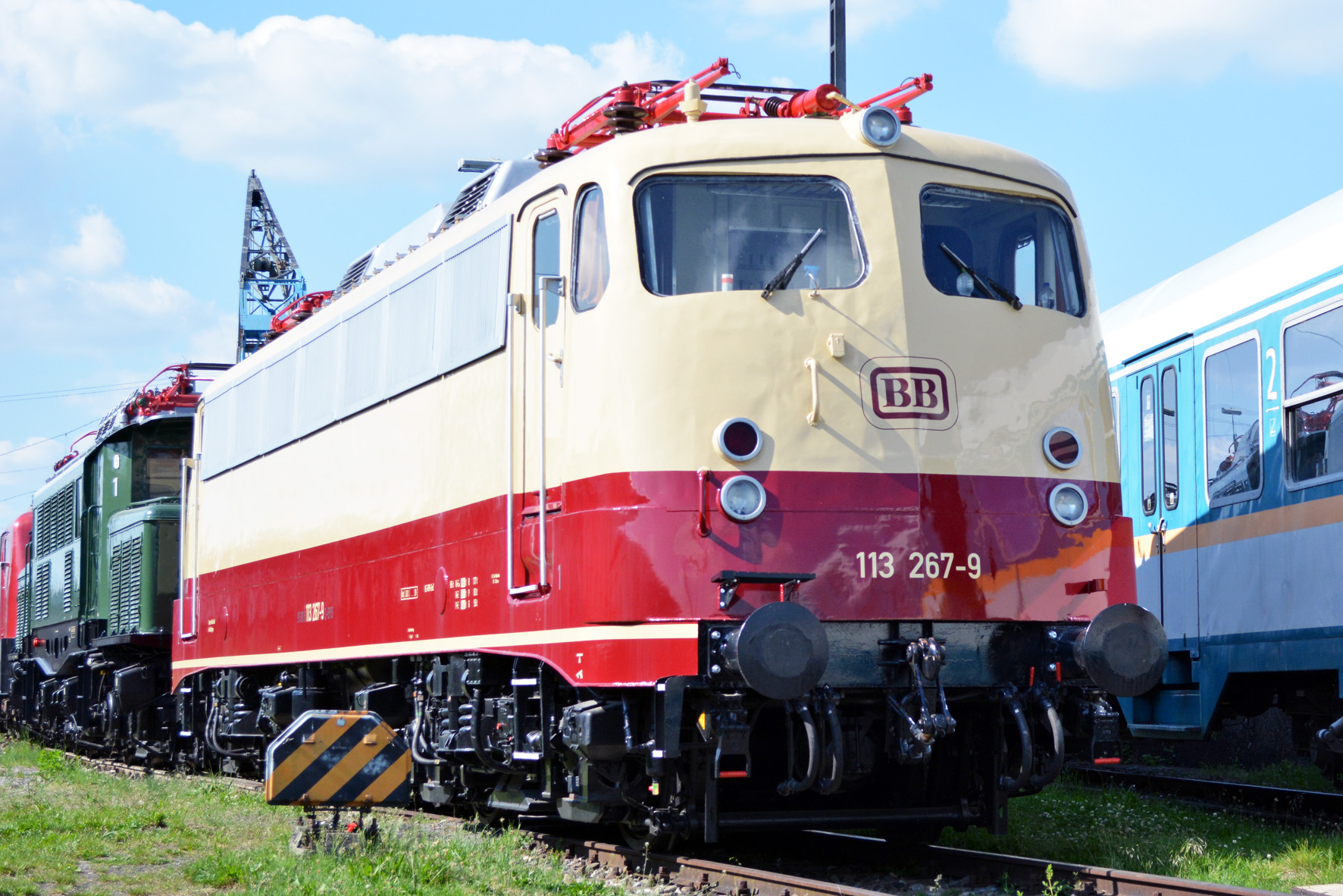
113 267-9 mit "BB-Keks", im Bayerischen Eisenbahnmuseum Nördlingen, 2. November 2019

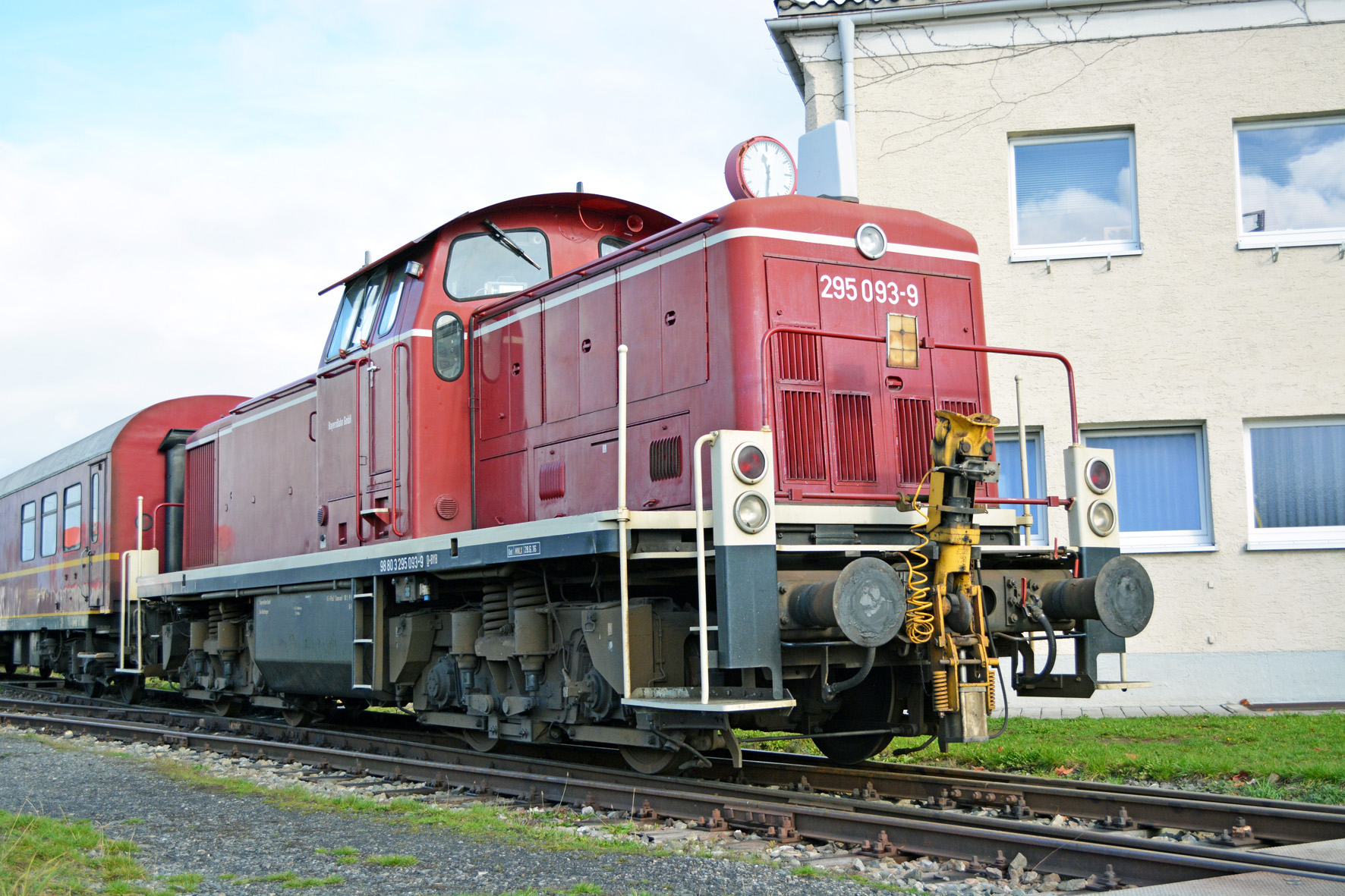
295 093-9 im Bayerischen Eisenbahnmuseum Nördlingen, 2. November 2019

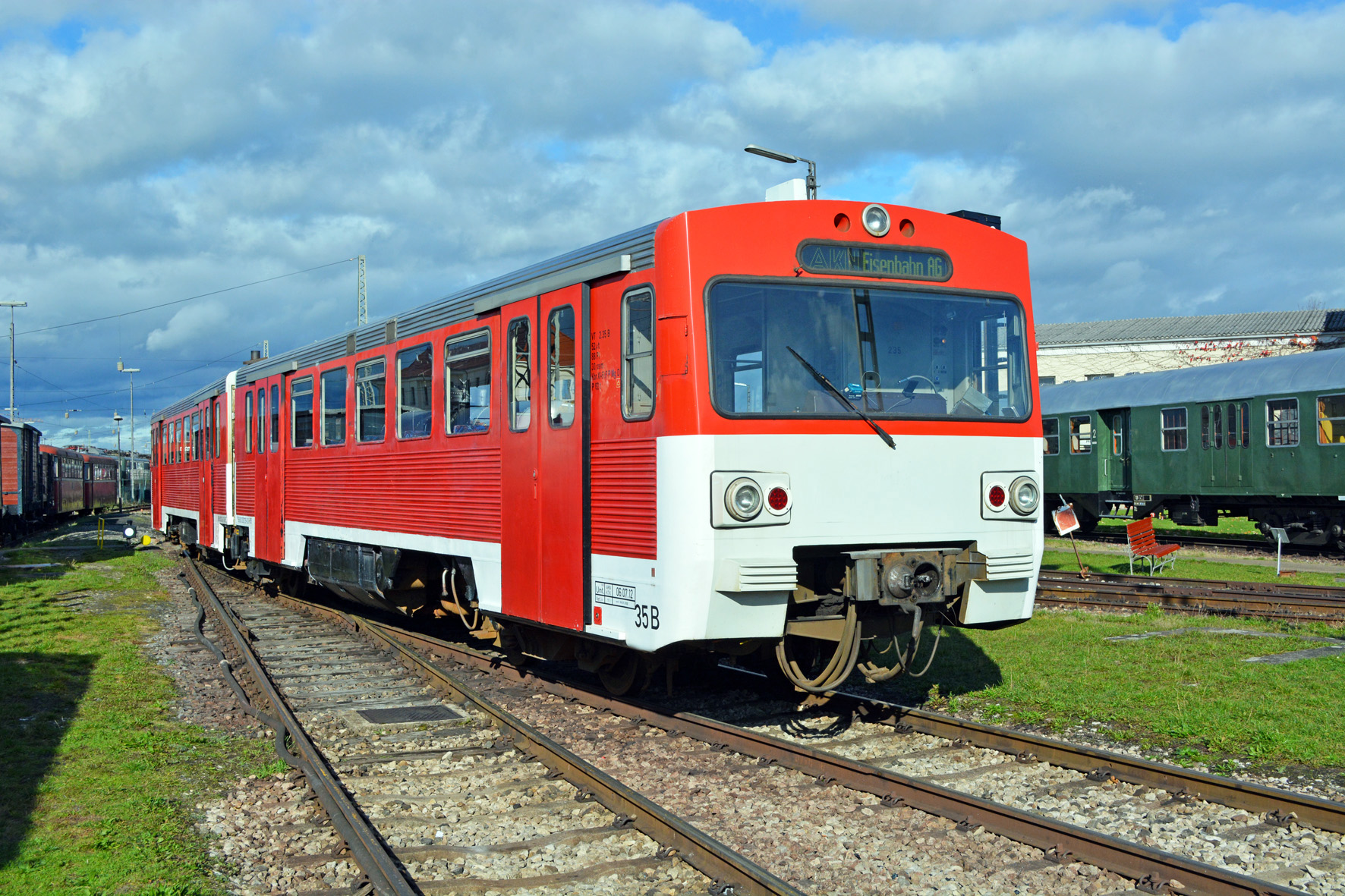
LHB VT 2E 2.38 im Bayerischen Eisenbahnmuseum Nördlingen, 2. November 2019

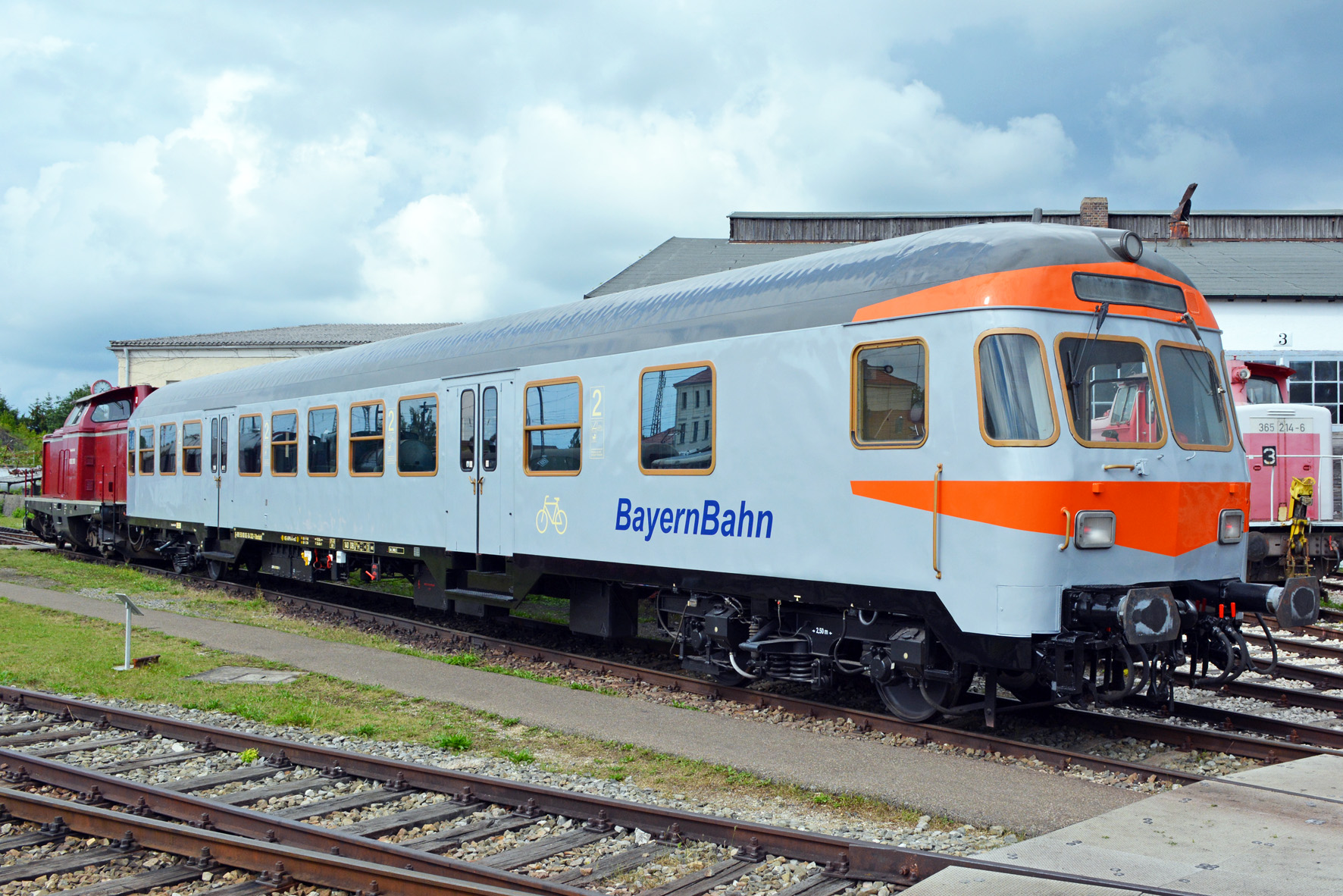
Steuerwagen Karlsruher Kopf im Bayerischen Eisenbahnmuseum Nördlingen, 16. Juni 2019

Zur Abwicklung der verkehrlichen Anforderungen wurden eine Reihe von Diesel- und Elektrolokomotiven beschafft, durch die große Anzahl der Maschinen kann eine Ausfallsicherheit gewährleistet werden.
Lokomotiven:
- Elektrolokomotiven:
  - 111 036-0 (Verkehrsrot)
  - 139 262-3 (Stahlblau)
  - 139 287-7 (BayernBahn-Design)
  - 139 314-9 (Grün)

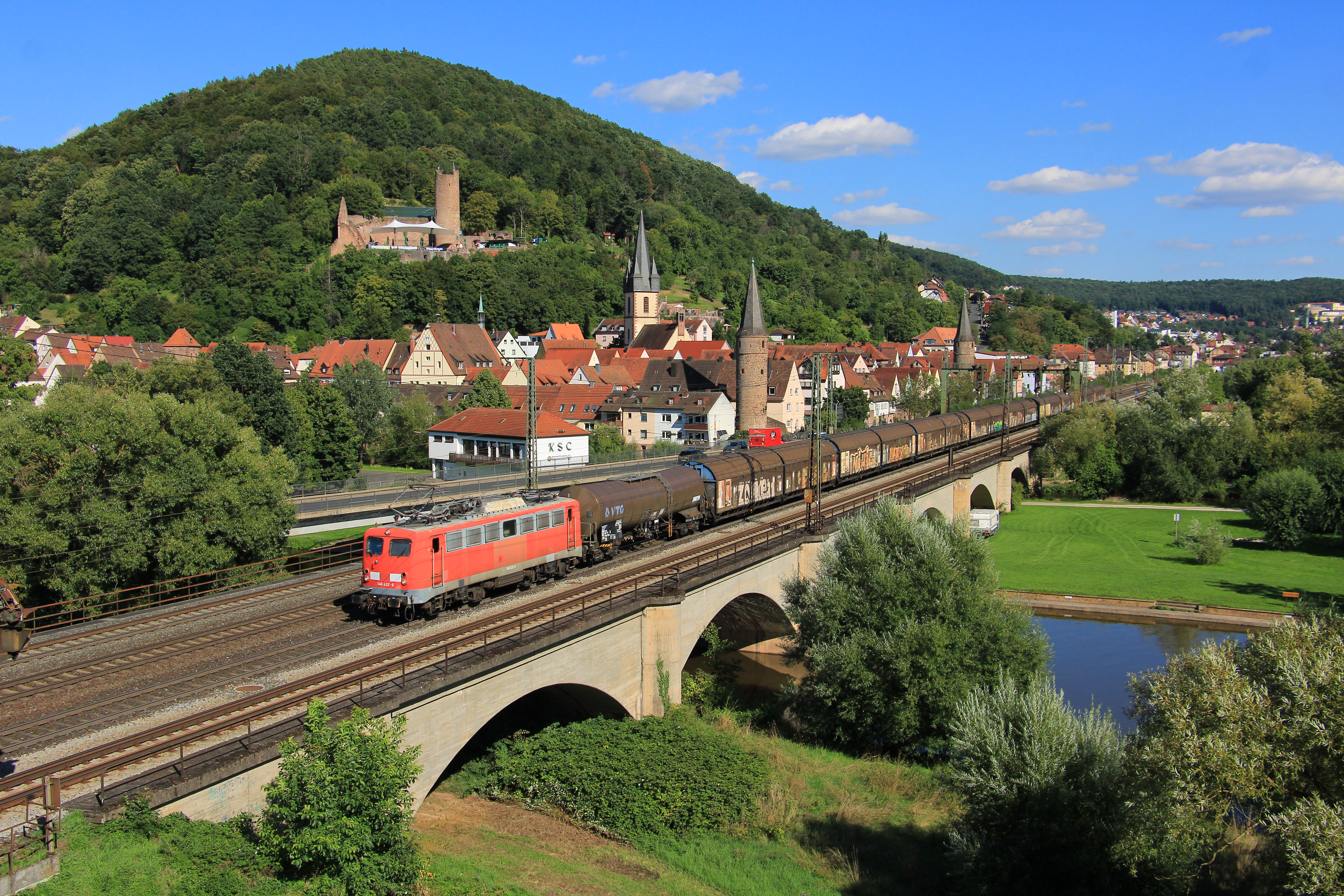
BayernBahn 140 432 mit dem berühmten „Henkelzug“ im Maintal

  - 140 432-6 (Verkehrsrot, abgestellt n. Fristablauf)
  - 140 438-3 (Grün, abgestellt n. Fristablauf)
  - 140 637-0 (Verkehrsrot, abgestellt)
  - 140 850-9 (BayernBahn-Design)
  - 140 856-6 (BayernBahn-Design)
  - 142 130-4 (Hellgrün m. roten und gelben Streifen)
  - 151 001-5 (Grün)
  - 151 002-3 (Verkehrsrot)
  - 151 015-5 (Verkehrsrot, Ersatzteilspender)
  - 151 016-3 (Grün)
  - 151 038-7 (Grün)
  - 151 069-2 (Verkehrsrot, Ersatzteilspender)
  - 151 073-4 (Verkehrsrot)
  - 151 106-2 (Verkehrsrot, abgestellt)
  - 151 113-5 (Verkehrsrot)
  - 151 119-5 (Grün, abgestellt n. Fristablauf)
  - E 94 192  (Grün)
- Diesellokomotiven
  - 211 365-2/V 100 1365 (Purpurrot)
  - 212 100-2/V 100 2100 (Purpurrot)
  - 212 284-4 (Orientrot)
  - 350 001-4 (Werks-Design)
  - 362 407-9 (Verkehrsrot)
  - 362 558-9 (BayernBahn-Design)
  - 362 848-4 (Verkehrsrot)
  - 362 888-0 (Verkehrsrot)
  - 363 212-2 (Verkehrsrot)
  - BayernBahn 111 036 im Einsatz für die TRI Train Rental International im Stuttgarter Ersatzverkehr363 661-0 (Verkehrsrot)
  - 364 569-4 (Ozeanblau-Beige)
  - 365 214-6 (Orientrot)

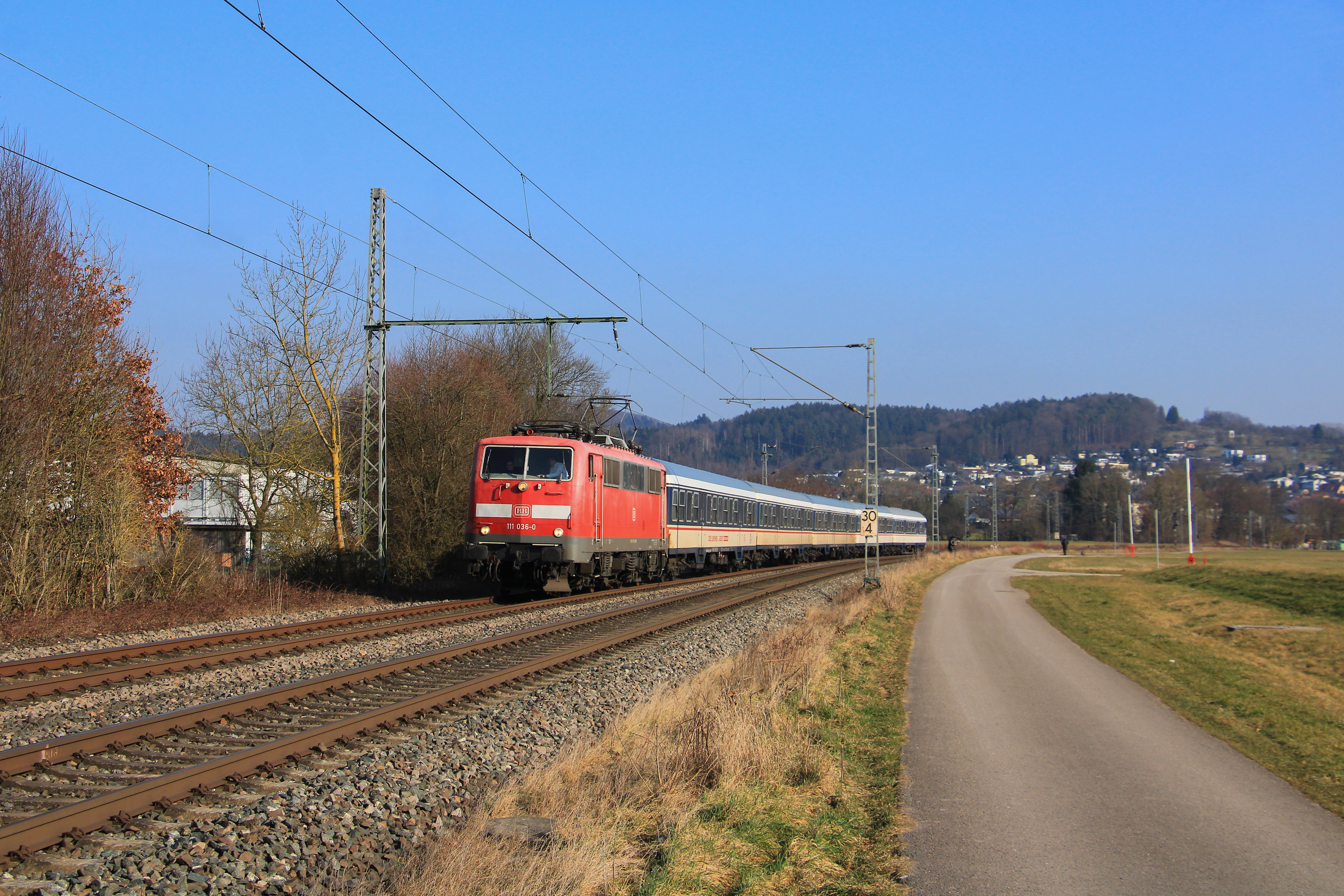
BayernBahn 111 036 im Einsatz für die TRI Train Rental International im Stuttgarter Ersatzverkehr

  - sieben Lokomotiven der Baureihen 322, 323, 332
- Dampflokomotiven:
  - 01 066
  - 001 180-9
  - S 3/6 3673 (ex 18 478)
  - 44 546
  - 50 0072-4
  - 52 8168-8
  - 64 520
  - 50 4073
  - 80 014
  - Lok 3 LUCI
  - Lok 7 FÜSSEN
  - Lok 9 RIES
  - Dampfspeicherlok 6601
- Dieseltriebwagen:
  - 701 028-3
  - 798 522-9
  - 998 724-9 (Steuerwagen)
  - VT 2E: VT 2.35, VT 2.37, VT 2.38, VT 2.39 und 2.42[4][5]